# Hyposidra incomptaria
Hyposidra incomptaria là một loài bướm đêm trong họ Geometridae.